# 奥田都子
奥田 都子（おくだ みやこ）は、日本の家政学者（家族関係学・家族生活史・家政学原論・生活経営学）。学位は、家政学修士（お茶の水女子大学・1988年）。静岡県立大学短期大学部社会福祉学科准教授。

## 来歴
お茶の水女子大学に進学し、家政学部の家庭経営学科にて家政学を学んだ。1986年3月にお茶の水女子大学を卒業すると、そのまま同大学の大学院に進学した。大学院では家政学研究科に在籍し、1988年3月に修士課程を修了し、家政学修士の学位を取得した。
1991年4月より、母校であるお茶の水女子大学にて、家政学部の助手に就任した。また、1993年4月から共立女子大学の家政学部にて、1996年4月から東洋英和女学院大学にて、それぞれ講師を非常勤で務めた。また、2002年4月に静岡県立大学短期大学部に転じ、社会福祉学科の助教授に就任した。学校教育法の改正にともない、2007年4月より社会福祉学科の准教授となった。そのほかにも、静岡市男女共同参画審議会の委員といった公職を務めた。

## 研究
専門は家政学であり、家族関係学、家族生活史、家政学原論、生活経営学といった分野を研究している。特に、日本の近代における家族と生活の形成史についての研究に取り組んでおり、論文だけでなく学術書も複数著している。また、家族関係学は、家政学のみならず社会学、法学、心理学といった学問ともかかわりが深いことから、多様な視点で研究に取り組んでいる。たとえば、家政学の視点から社会福祉学的な分野の研究にも従事しており、福祉における家政学の活用や、高齢者福祉に携わる人材育成への生活史の活用を試みており、学術書も複数著している。
学術団体としては、日本家政学会、日本家族社会学会、日本社会福祉学会、日本介護福祉学会、日本比較家族史学会、日本消費者教育学会、日本家庭科教育学会、などに所属している。

## 略歴
- 1986年 - お茶の水女子大学家政学部卒業。
- 1988年 - お茶の水女子大学大学院家政学研究科修士課程修了。
- 1991年 - お茶の水女子大学家政学部助手。
- 1993年 - 共立女子大学家政学部講師。
- 1996年 - 東洋英和女学院大学講師。
- 2002年 - 静岡県立大学短期大学部社会福祉学科助教授。
- 2007年 - 静岡県立大学短期大学部社会福祉学科准教授。

## 著作

### 共著
- 臼井和恵編著『生活の経営――自分流ライフスタイルの構築のために』同文書院、1996年、ISBN 4810312135
- 臼井和恵編『生活文化の世界――人生の四季に寄せて』酒井書店、1997年、ISBN 4782202784
- 臼井和恵編著『21世紀の生活経営――自分らしく生きる』同文書院、2001年、ISBN 4810312445
- 中川英子編著『介護福祉のための家政学』建帛社、2004年、ISBN 476793575X
- 中川英子編著『介護福祉のための家政学実習』建帛社、2005年、ISBN 4767936055
- 湯沢雍彦・中原順子・奥田都子ほか著『百年前の家庭生活』クレス出版、2006年、ISBN 4877333363
- 臼井和恵編著『21世紀の生活経営――自分らしく生きる』3版、同文書院、2007年。、ISBN 9784810312447

### 執筆
- 湯沢雍彦著『図説家族問題の現在』日本放送出版協会、1995年、ISBN 4140017422
- 中村隆英編『日本の経済発展と在来産業』山川出版社、1997年、ISBN 4634610809
- 湯沢雍彦編『祖母・母たちの娘時代――庶民生活史の一つの試み』クレス出版、1999年、ISBN 4877330755
- 中村隆英・藤井信幸編著『都市化と在来産業』日本経済新聞社、2002年、ISBN 4818814423
- 日本家政学会家政学原論部会若手研究者による『家政学原論』を読む会著、亀高京子監修、八幡（谷口）彩子編集代表『若手研究者が読む「家政学原論」2006』家政教育社、2006年、ISBN 4760603603
- 中川英子編著、大塚順子ほか共著『福祉のための家政学』建帛社、2010年、ISBN 9784767933641

## 関連人物
- 中村隆英
- 藤井信幸
- 湯沢雍彦